# Бешчадски национален парк
Бешчадският национален парк (на полски: Bieszczadzki Park Narodowy) е един от 23-те национални парка в Полша. Разположен е в югоизточната част на страната, край границата със Словакия и Украйна, на територията на Подкарпатско войводство. Обхваща дял от планинската верига Западни Бешчади. Администрацията му се намира в село Устшики Гурне.
Създаден е на 4 август 1973 година, с наредба на Министерския съвет. Първоначално има площ от 5 955,35 хектара. След 1989 година територията му е увеличена до 29 201,06 хектара.

## Фотогалерия
- Общ изглед
- Масивът „Тарнѝца“
- Масивът „Кшѐмен“
- Седловината „Гопро̀вка“
- „Полонѝна Царѝнска“
- Връх „Ха̀лич“ (1 333 м)